# جودي شيبرد
جودي شيبرد (بالإنجليزية: Judy Shepard) (1952) هي والدة ماثيو شيبرد الطالب الذي يبلغ من العمر 21 عاما والذي اغتيل في جامعة وايومنغ في شهر أكتوبر عام 1998.